# Juan Bautista Diamante
Pour les articles homonymes, voir Diamante.
Juan Bautista Diamante (1625–2 novembre 1687) est un auteur dramatique espagnol.

## Biographie
Il a donné entre autres pièces : 
- El honrador de su padre (Le Vengeur de son père), qui n'est autre que Le Cid. Son Cid est imité et quelquefois traduit de Corneille, dont la tragédie avait été représentée dès 1636 ; c'est par un anachronisme reconnu au XIXe siècle que quelques critiques ont pu dire qu'il avait servi de modèle à Corneille[1].
- L'Hercule d'Ocaña
- Les Amours d'Alphonse VIII
- La Juive de Tolède
- Madeleine de Rome (attribution douteuse)[2]

Son Théâtre a paru à Madrid en 2 volumes, 1670-1674.

## Source
1. ↑  Hippolyte Lucas a donné une traduction française d'El honrador de su padre, intitulée Celui qui honore son père, dans Documents relatifs à l'histoire du Cid (Paris, Alvarès, 1860). Voir texte sur Gallica.
2. ↑  R V Pringle: La Magdalena de Roma (edited version based on the 1713 Zaragoza MS.) - authorship and date

Cet article comprend des extraits du Dictionnaire Bouillet. Il est possible de supprimer cette indication, si le texte reflète le savoir actuel sur ce thème, si les sources sont citées, s'il satisfait aux exigences linguistiques actuelles et s'il ne contient pas de propos qui vont à l'encontre des règles de neutralité de Wikipédia.